# Arcambal
Arcambal település Franciaországban, Lot megyében. Lakosainak száma 1000 fő (2022. január 1.). Arcambal Aujols, Cahors, Esclauzels, Flaujac-Poujols, Lamagdelaine és Saint Géry-Vers községekkel határos.

## Népesség
A település népességének változása:
| Lakosok száma | 409  | 535  | 637  | 821  | 1007 | 999  | 994  | 983  | 986  | 1000 |
|               | 1968 | 1982 | 1990 | 2006 | 2013 | 2015 | 2017 | 2019 | 2020 | 2022 |